# Comuna Åtvidaberg
Åtvidaberg (Åtvidabergs kommun) este o comună din comitatul Östergötlands län, Suedia, cu o populație de 11.460 locuitori (2013).

## Geografie

### Zone urbane
Lista celor mai mari zone urbane din comună (anul 2015) conform Biroului Central de Statistică al Suediei:
| Nr | Zona urbană | Pop.  |
| -- | ----------- | ----- |
| 1  | Åtvidaberg  | 7.014 |
| 2  | Grebo       | 1.047 |
| 3  | Björsäter   | 411   |
| 4  | Berg        | 291   |
| 5  | Falerum     | 236   |

## Demografie
| \| Evoluția demografică în comuna Åtvidaberg, 1970–2015 \| Evoluția demografică în comuna Åtvidaberg, 1970–2015 \| Evoluția demografică în comuna Åtvidaberg, 1970–2015 \| Evoluția demografică în comuna Åtvidaberg, 1970–2015 \| Evoluția demografică în comuna Åtvidaberg, 1970–2015 \| \| ----------------------------------------------------------------------------------------------------- \| ---------------------------------------------------- \| ---------------------------------------------------- \| ---------------------------------------------------- \| ---------------------------------------------------- \| \| An \| \| \| Locuitori \| \| \| 1970 \| 1970 \| \| 13046 \| 13046 \| \| 1975 \| 1975 \| \| 12976 \| 12976 \| \| 1980 \| 1980 \| \| 12927 \| 12927 \| \| 1985 \| 1985 \| \| 12707 \| 12707 \| \| 1990 \| 1990 \| \| 12732 \| 12732 \| \| 1995 \| 1995 \| \| 12574 \| 12574 \| \| 2000 \| 2000 \| \| 11946 \| 11946 \| \| 2005 \| 2005 \| \| 11723 \| 11723 \| \| 2010 \| 2010 \| \| 11504 \| 11504 \| \| 2015 \| 2015 \| \| 11545 \| 11545 \| \| Sursa: SCB - Statistika Centralbyrån, Folkmängd efter region, civilstånd, ålder och kön. År 1968–2016 \| \| \| \| \| |      |  |           |       |
| Evoluția demografică în comuna Åtvidaberg, 1970–2015 |      |  |           |       |
| An |      |  | Locuitori |       |
| 1970 | 1970 |  | 13046     | 13046 |
| 1975 | 1975 |  | 12976     | 12976 |
| 1980 | 1980 |  | 12927     | 12927 |
| 1985 | 1985 |  | 12707     | 12707 |
| 1990 | 1990 |  | 12732     | 12732 |
| 1995 | 1995 |  | 12574     | 12574 |
| 2000 | 2000 |  | 11946     | 11946 |
| 2005 | 2005 |  | 11723     | 11723 |
| 2010 | 2010 |  | 11504     | 11504 |
| 2015 | 2015 |  | 11545     | 11545 |
| Sursa: SCB - Statistika Centralbyrån, Folkmängd efter region, civilstånd, ålder och kön. År 1968–2016 |      |  |           |       |